# زنبورداری

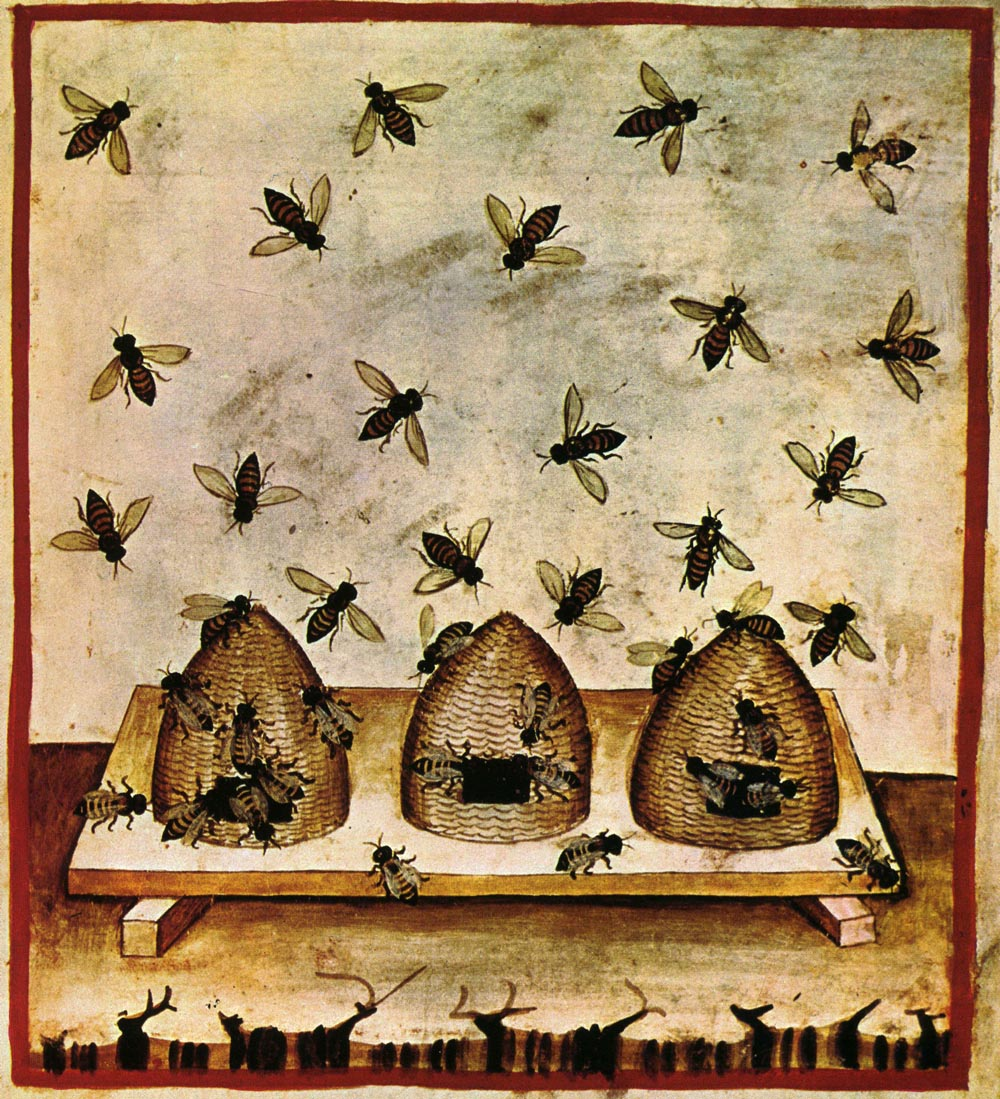
زنبورداری (تصویری متعلق به قرن ۱۴)

تصویری به قدمت ۸٬۰۰۰ سال در غاری در نزدیکی والنسیا، اسپانیا

زنبورداری به فرایندی برای نگهداری و تولید زنبور عسل برای به‌دست آوردن فراورده‌هایی همچون عسل، موم، ژله رویال، زهر، بره موم و محصولات دیگر که تولید می‌کنند. محلی که در آن زنبورها نگه داشته شده‌اند کندو نامیده می‌شود.

## تاریخچه زنبورداری در ایران
پیدا شدن دشنهٔ مفرقی در استان لرستان منقّش به شکل زنبورعسل و متعلق به حدود ۱۲۰۰ سال پیش از میلاد که اکنون در موزه شهر بروکسل است. معرف قدمت آشنایی ایرانی‌ها با این حشرهٔ مفید است. در دوره هخامنشیان نیز نگهداری زنبورعسل درایران بسیار رواج داشته‌است.
از دوران قبل از کوروش کبیر تاکنون اثر دیگری برای اثبات وجود زنبورعسل در ایران به دست نیامده است ولی این موضوع نمی‌تواند دلیل نبودن آن در ایران باشد. چون درست در همین دوران در کشورهای مجاور مثل بابل و سومر، عسل و زنبورعسل به وفور وجود داشته و این موضوع در ادبیات و نوشته‌هایی که از آن‌ها باقی مانده به وضوح دیده می‌شود. در عین حال غیرممکن است در همهٔ کشورهای هم مرز میهن ما زنبور تا آن حد زیاد وجود داشته ولی در ایران نسلش به کلی از بین رفته باشد.

## نگارخانه

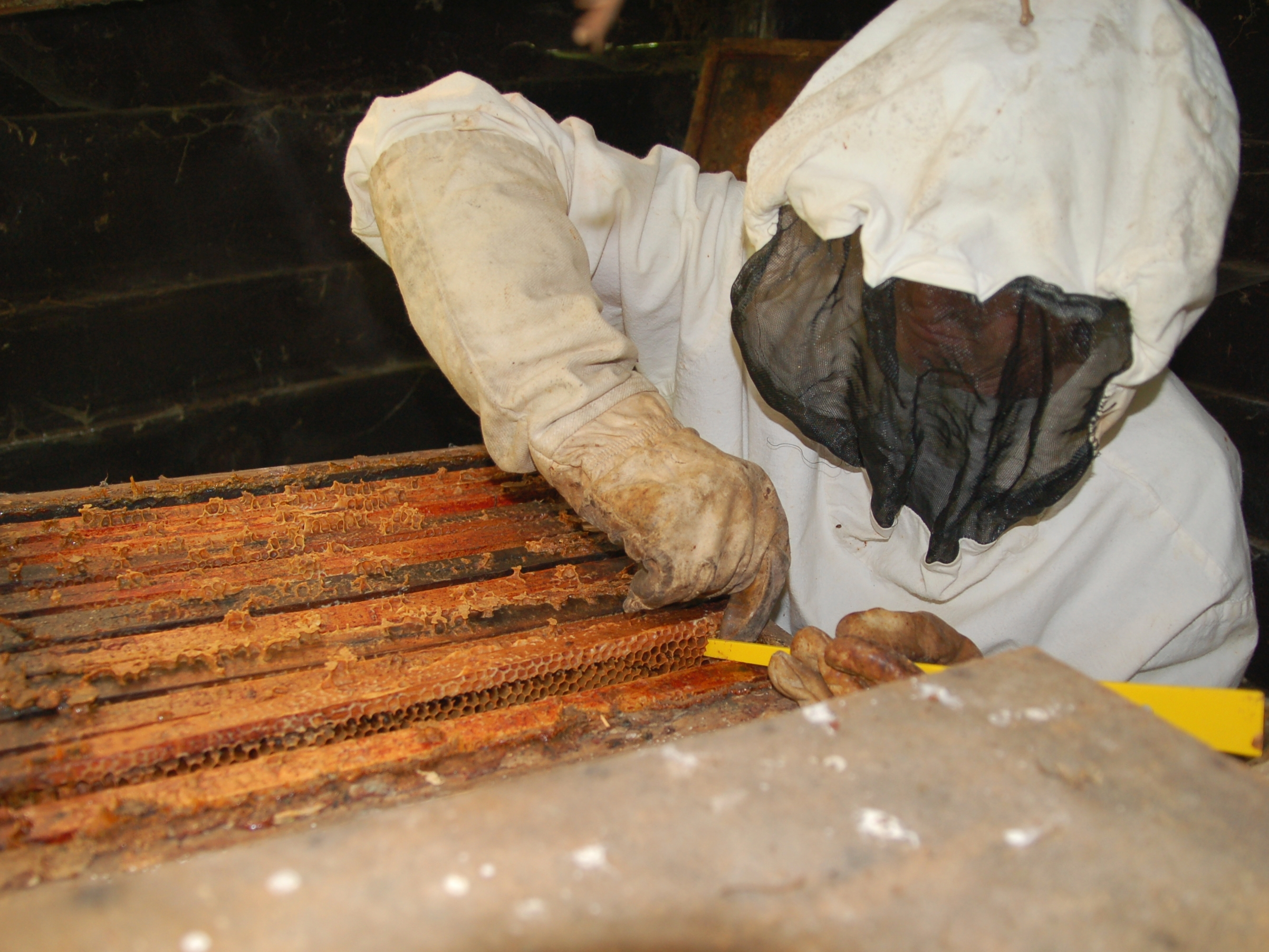
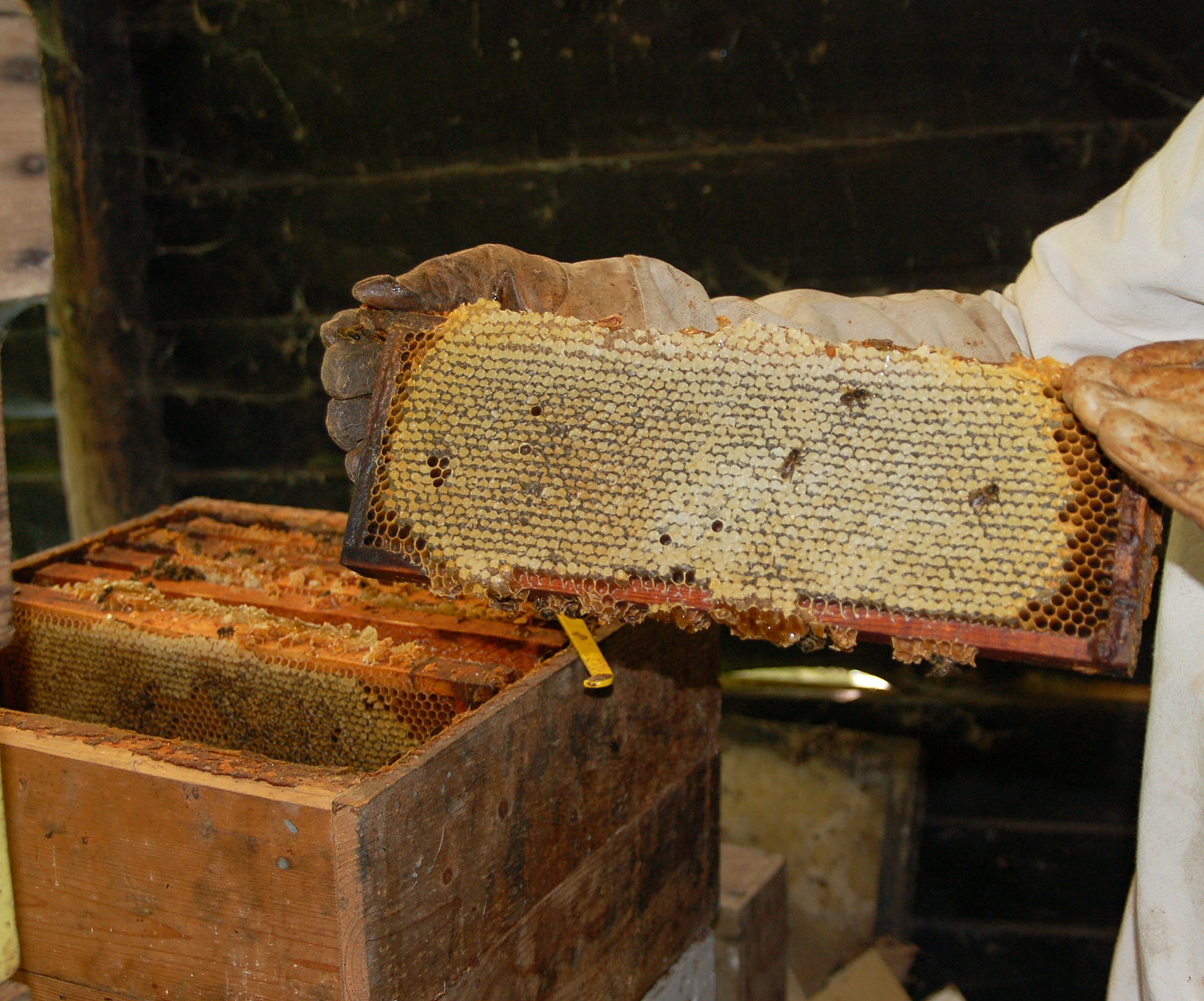
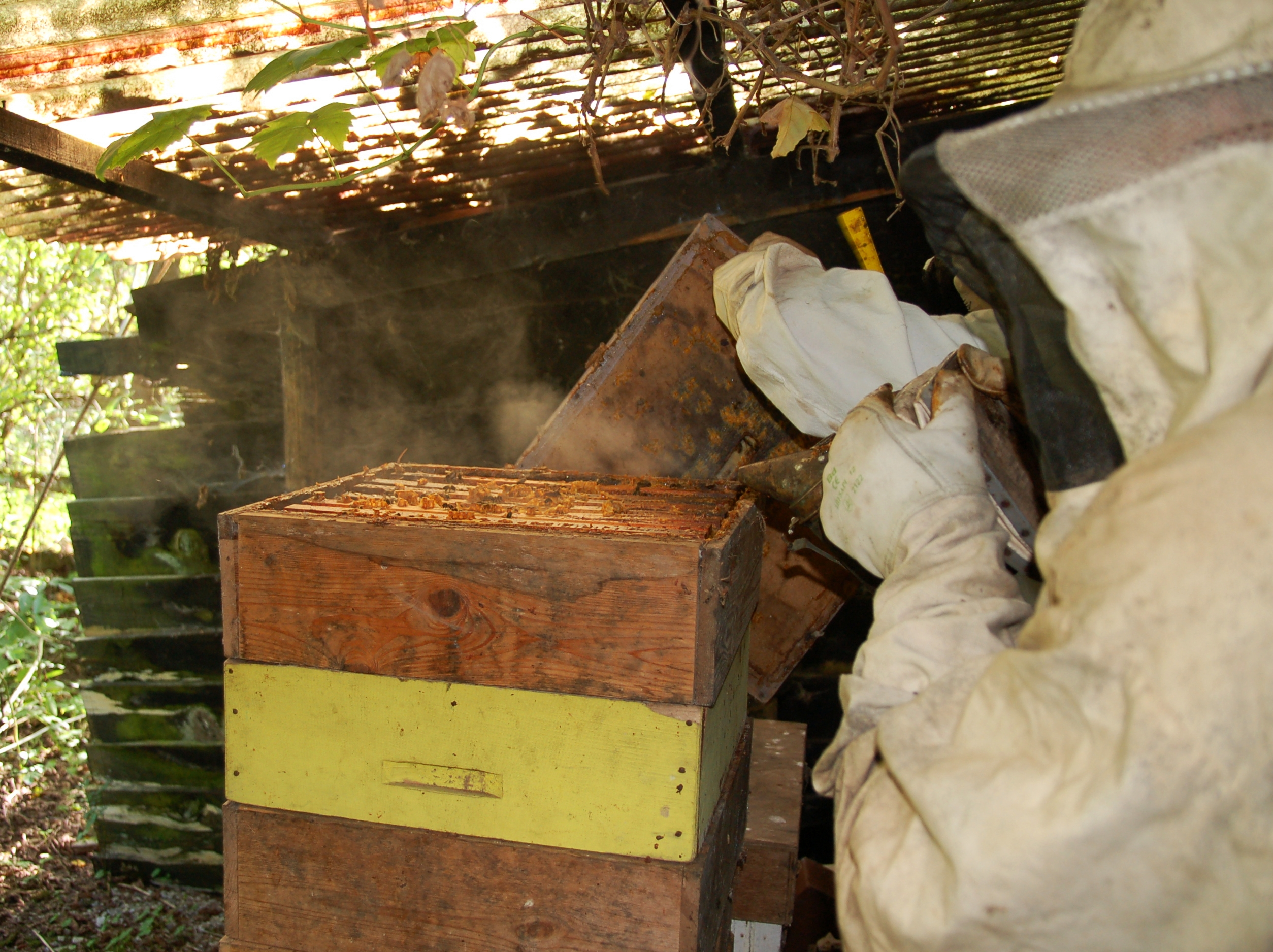
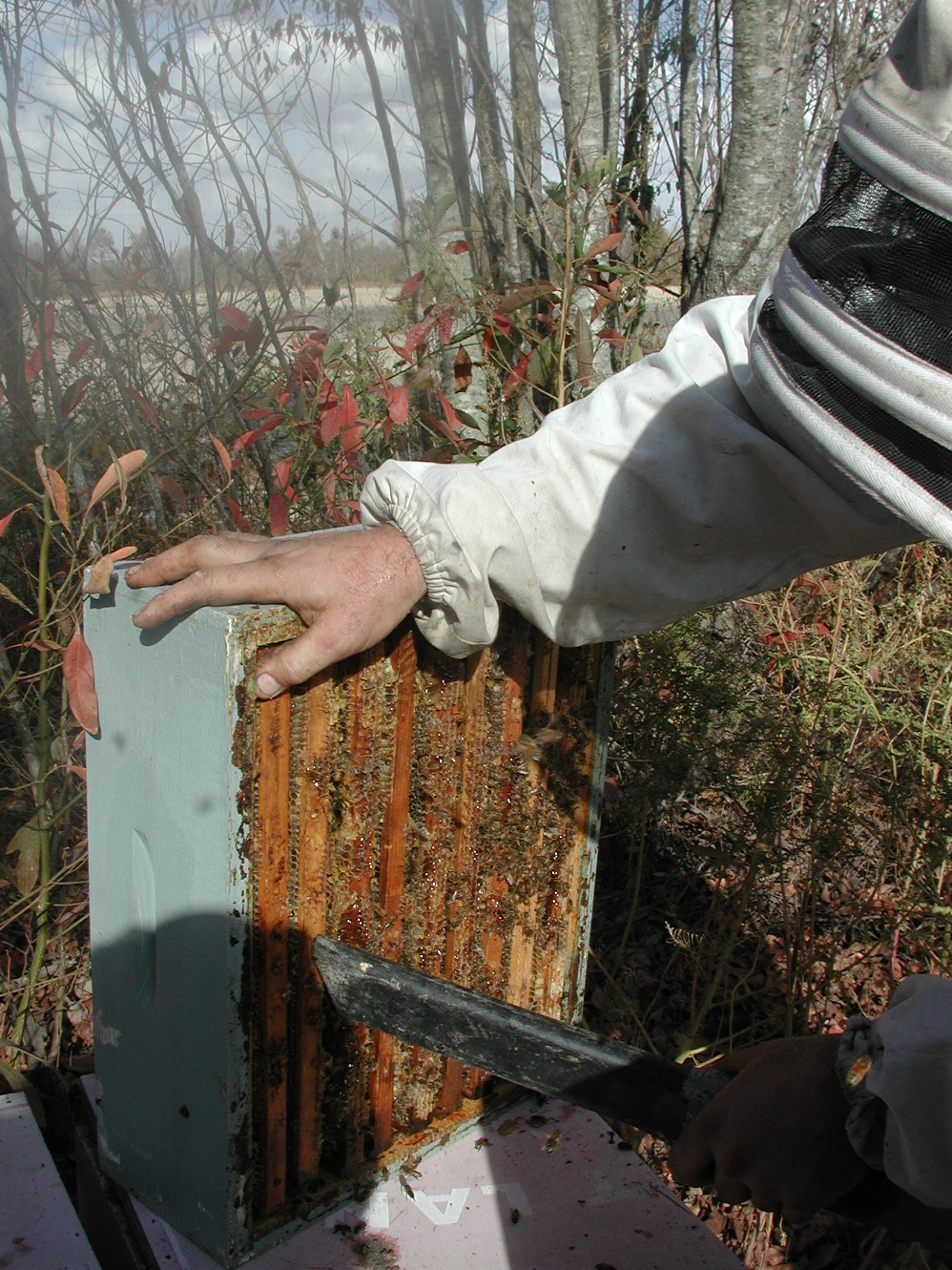
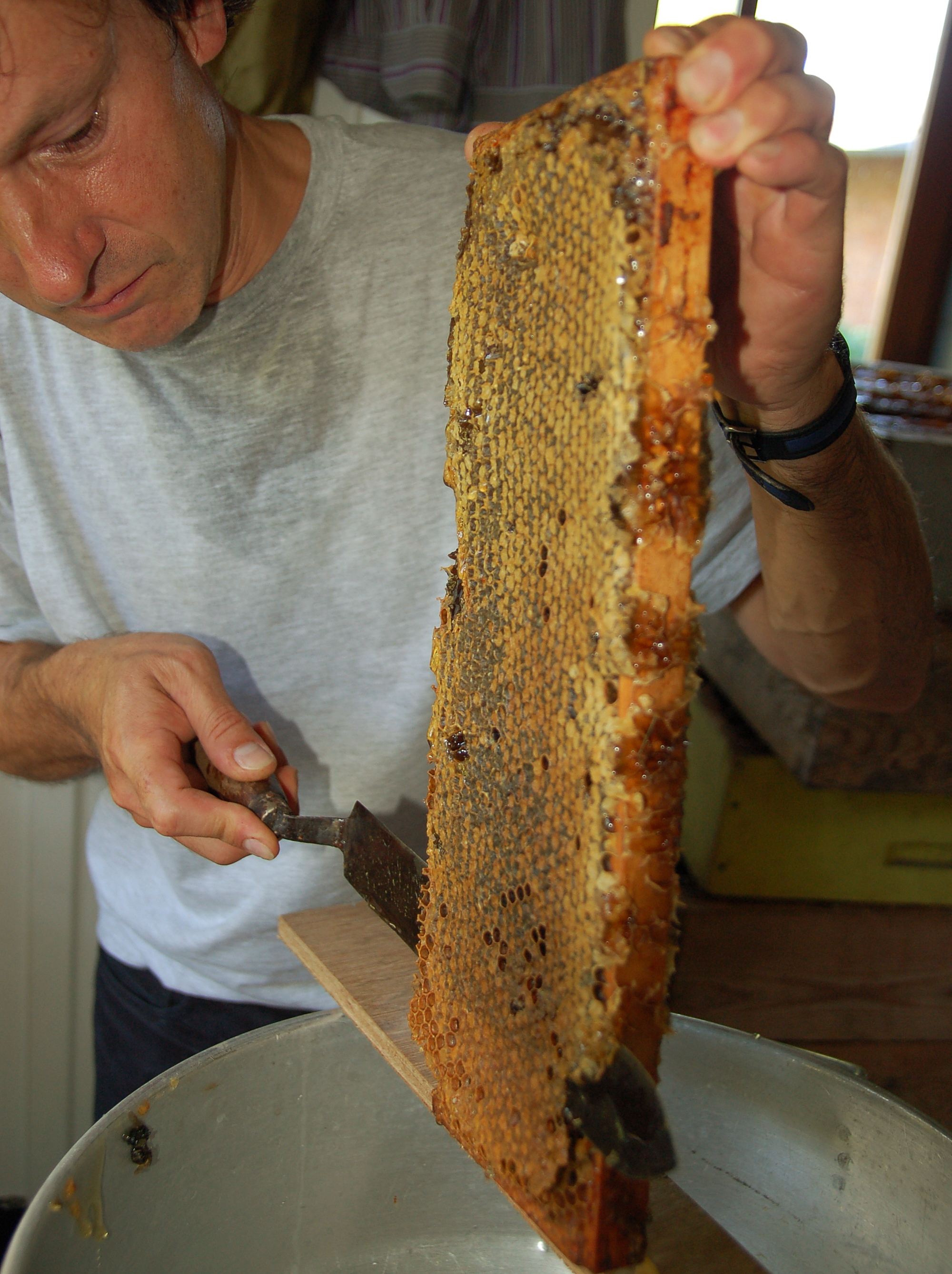
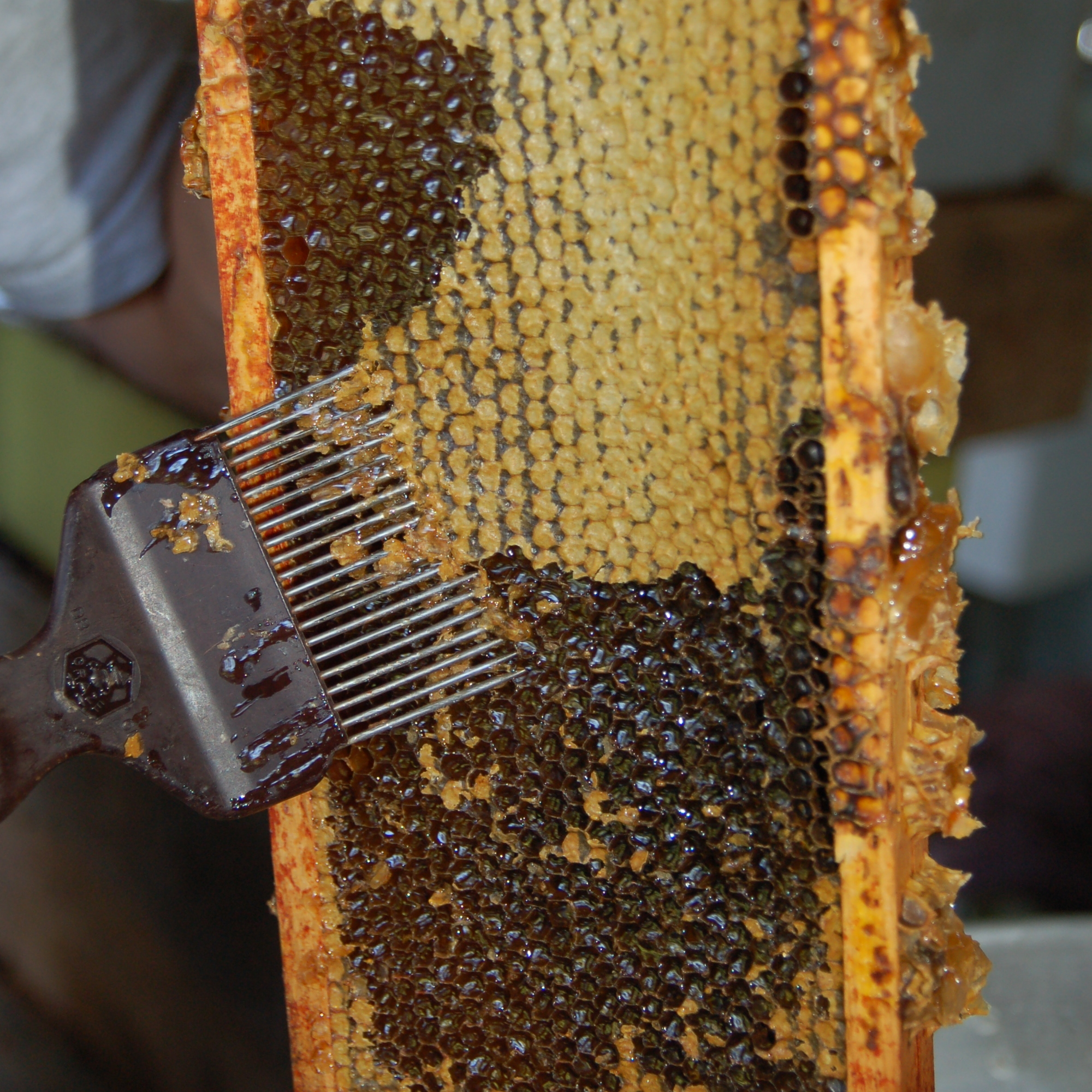
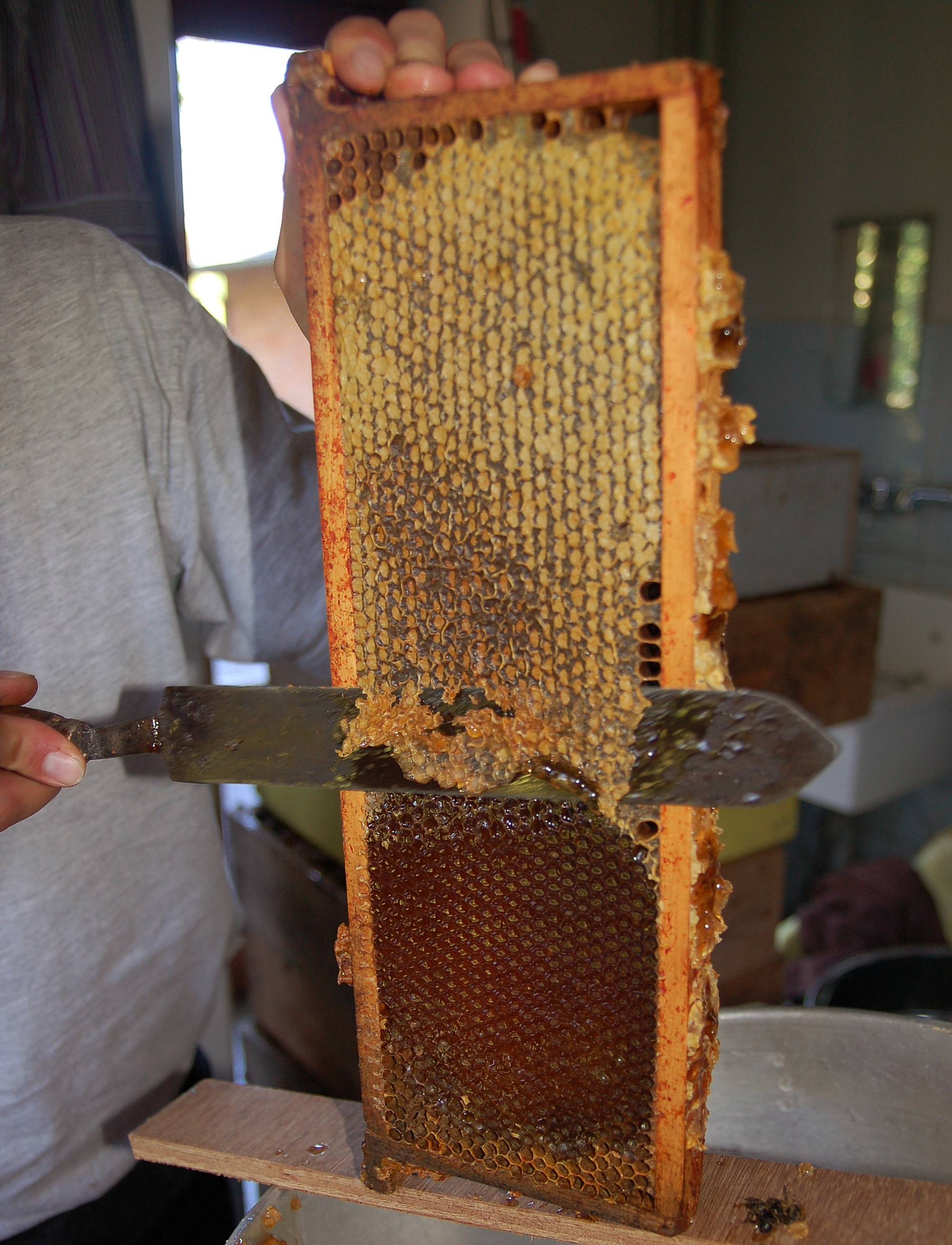
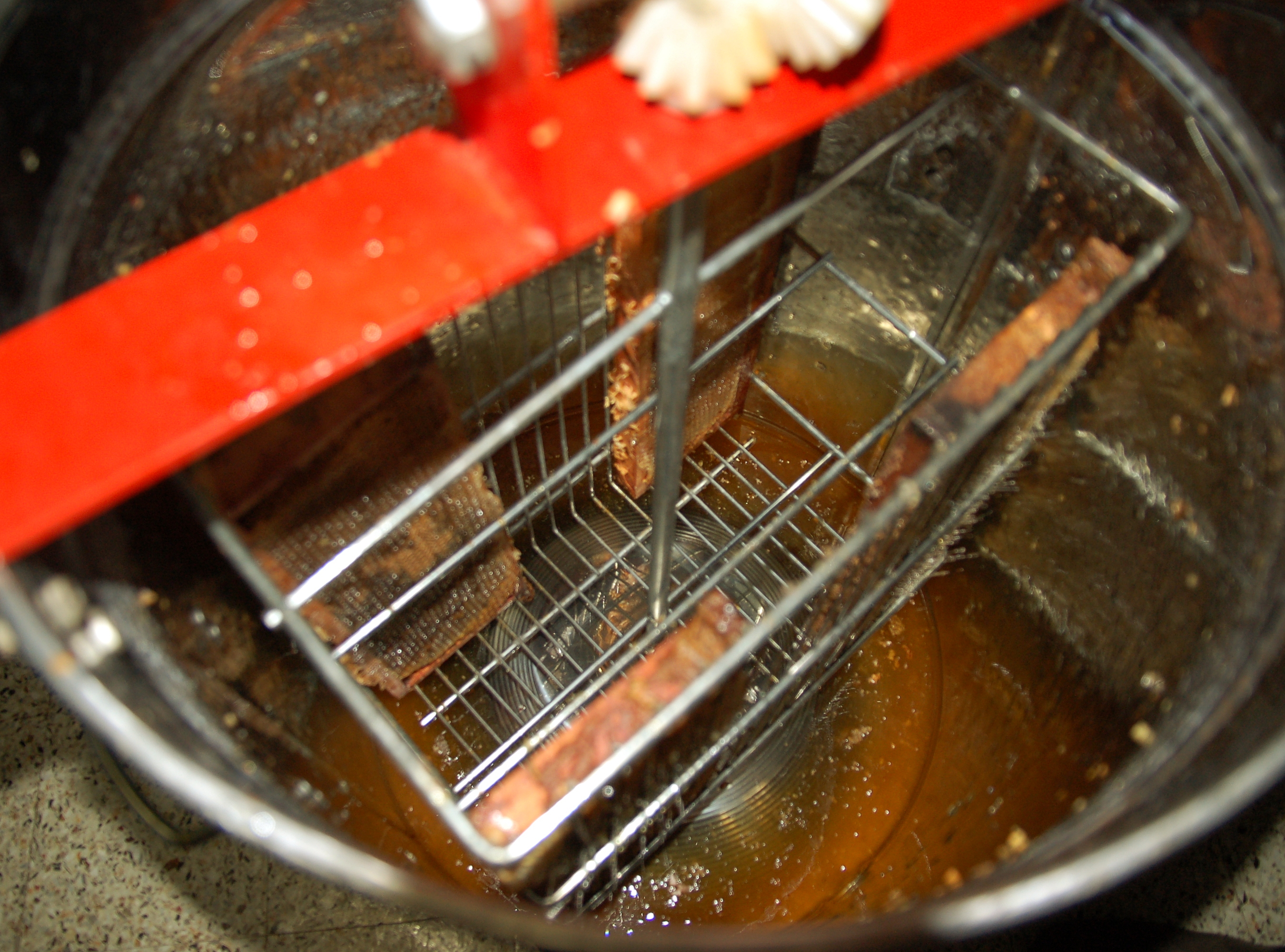
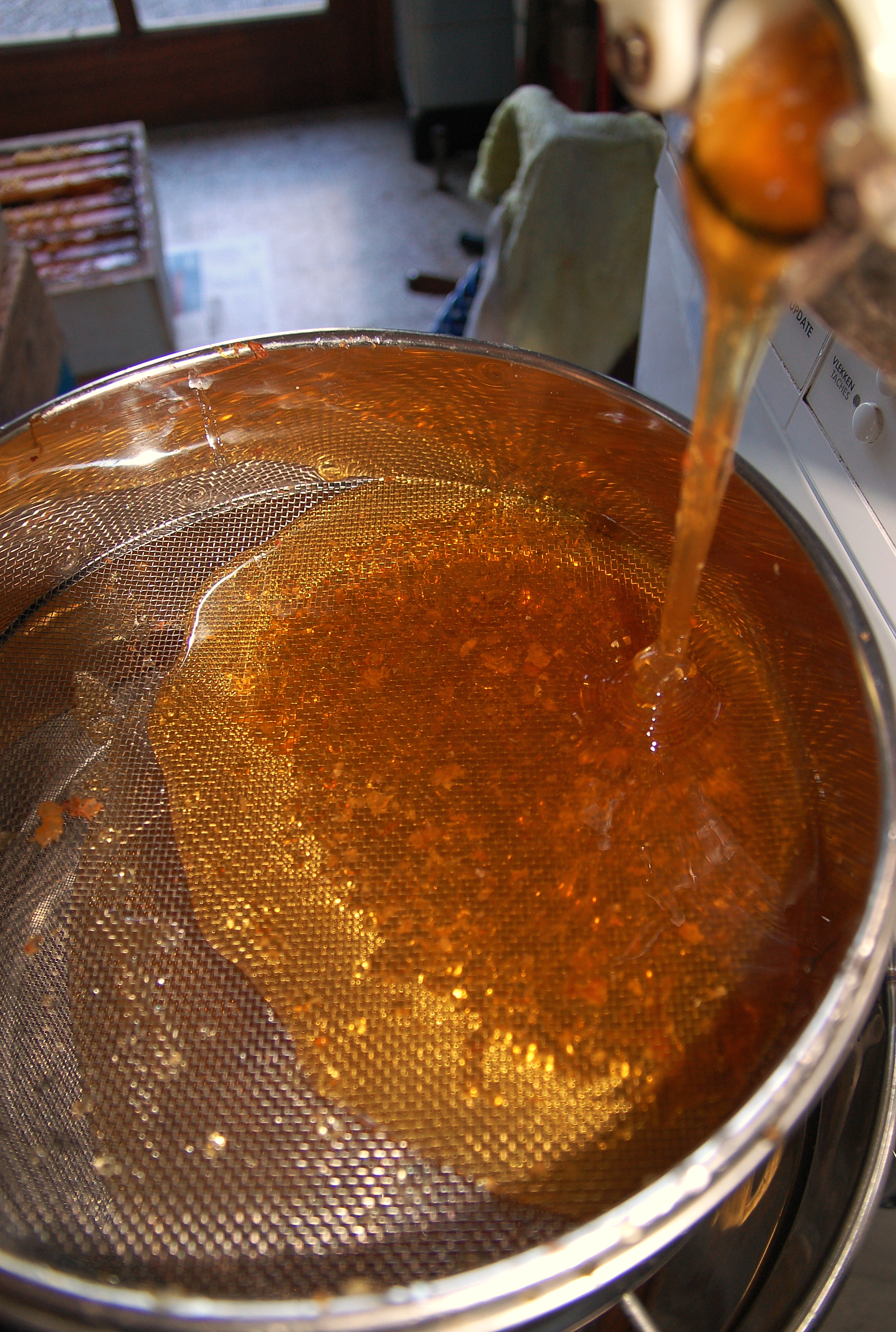
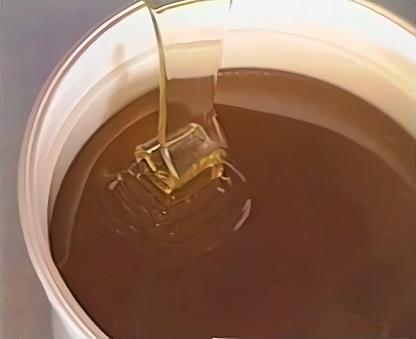